# Megan Kahts
Megan Kahts (* 1989 in Johannesburg) ist eine südafrikanische Sängerin (Mezzosopran, früher Sopran).

## Leben
Kahts absolvierte ein Bachelor-Studium in Musik (Gesang) an der Universität Pretoria und zwei Magisterstudien in Sologesang (Lied/Oratorium und Oper) an der Universität für Musik und darstellende Kunst Wien, die sie jeweils 2015 und 2017 abschloss. Sie studierte Gesang bei Claudia Visca sowie Lied und Oratorium bei Robert Holl.
Zu den Rollen, die sie in Österreich, Deutschland, Italien und Ungarn sang, zählen Serpina (La serva padrona), Susanna (Le nozze di Figaro), Despina (Così fan tutte,) Tisbe (Piramo e Tisbe), Costanza (L’isola disabitata), Bastienne (Bastien und Bastienne), Cleopatra (Giulio Cesare), Gretel (Hänsel und Gretel), Norina (Don Pasquale), Adele (Die Fledermaus), Timaea und Ossipowna (Die Nase). Im Bereich Oratorium singt sie regelmäßig Messen in der Augustinerkirche (Wien), sie sang sowohl die Sopransoli in Mendelssohns Lobgesang und in Gounods Messe solennelle en l’honneur de Sainte-Cécile mit dem Symphonie Orchester und Chor der Universität Pretoria, als auch Mozarts Requiem mit dem Gauteng Philharmonic Orchestra. Gastauftritte hatte sie als Solistin bei der Kitz Race Party 2019 für das Hahnenkammrennen in Kitzbühel, mit dem Lissy Streichquartett im Musikverein Wien für einen Film über Joseph Mayseder und bei „Opera Jewels“ in Südafrika zusammen mit Tenor Levy Sekgapane. Sie gab Liederabende im Schuberthaus und im Haydnhaus Wien, für die Konzertreihe „Imperial Talents“ am Wiener Hotel Imperial, für die Songmaker’s Guild in Kapstadt, für die UNISA Musik-Gesellschaft in Pretoria, u. v. a. Sie sang die Uraufführung des Werkes Three Sonnets for voice and piano, vertont von Peter Klatzow, bei ihrem Debüt bei der Songmaker’s Guild.
Megan Kahts sang mehrere Produktionen für das Teatro Barocco in Wien, Stift Altenburg und Schlosstheater Laxenburg. Sie sang in der Neuen Oper Wien und auf Tournee in Italien und Ungarn. Beim Festival Retz sang sie die Uraufführung der Oper Maria Magdalena des Wiener Komponisten Wolfram Wagner. Sie ist Preisträgerin unter anderem bei der Kammeroper Schloss Rheinsberg, der International Lied Duo Competition in Enschede, der Hugo Wolf Lied Duo Competition und der UNISA South African Music Scholarship Competition. Wegbegleiter ihrer Laufbahn sind Stephan Matthias Lademann, David Aronson und Michael Schade.
Als Kinderstar von elf Jahren sang sie Mozarts „Alleluia“ aus dem Exsultate, jubilate mit dem Kwa-Zulu Natal Philharmonic Orchestra. Unter einem Plattenvertrag nahm sie zwei CDs auf, die Musik aus Opern, Operetten, Musicals und auch populäre südafrikanische Lieder enthalten. Durch sie und durch ihr Training als Pianistin fand sie ihren Weg zum klassischen Gesang und zur Oper.

## Engagements
- 2013: Hänsel und Gretel von Engelbert Humperdinck – Gretel
- 2014: Der Freischütz von Carl Maria von Weber – Brautjungfer – Oper Burg Gars
- 2015: Die Nase von Dmitri Schostakowitsch – Ossipowna – Neue Oper Wien Inszenierung: Matthias Oldag
- 2015: Junge Schubertiade Wien
- 2016: Le nozze di Figaro von Wolfgang Amadeus Mozart – Susanna – Schlosstheater Laxenburg, Teatro Barocco, Intendant Bernd R. Bienert
- 2016: Pallas Athene weint von Ernst Krenek – Timaea – Neue Oper Wien, Intendant Walter Kobéra
- 2017: Così fan tutte – Despina – Schlosstheater Laxenburg
- 2018: L’isola disabitata von Joseph Haydn – Costanza – in Baden bei Wien, Teatro Barocco
- 2019: Maria Magdalena von Wolfram Wagner – Martha von Bethanien, Festival Retz

## Diskographie
- My Mother’s Arms (2001)
- Tonight (2004)